# CCC-Mat/2001
Deze pagina geeft een overzicht van de CCC-Mat wielerploeg in 2001. 

## Algemeen
Sponsors: CCC, MAT
Algemeen manager: Jan Orda
Ploegleiders: Andrzej Sypytkowski, Giancarlo Ghillioni, Dariusz Zakrezewski
Fietsmerk: Scapin

## Renners
| Naam                 | Geboortedatum | Nationaliteit | Ploeg 2000           |
| -------------------- | ------------- | ------------- | -------------------- |
| Luca Belluomini      | 30-11-1976    | Italië        |                      |
| Mariusz Bilewski     | 08-03-1971    | Polen         |                      |
| Fausto Cannone       | 17-08-1969    | Duitsland     |                      |
| Marco Cannone        | 24-02-1974    | Duitsland     | Lampre-Daikin        |
| Marcin Gebka         | 08-04-1974    | Polen         |                      |
| Tomasz Kloczko       | 24-09-1971    | Polen         |                      |
| Dawid Krupa          | 12-06-1980    | Polen         | Neo                  |
| Artur Krzeszowiec    | 20-07-1972    | Polen         | Amore & Vita-Beretta |
| David McCann         | 17-03-1973    | Ierland       | Neo                  |
| Piotr Przydzial      | 15-05-1974    | Polen         |                      |
| Felice Puttini       | 18-09-1967    | Zwitserland   | Alessio              |
| Jaroslaw Rebiewski   | 27-02-1974    | Polen         | Legia-Bazyliszek     |
| Radoslaw Romanik     | 16-01-1967    | Polen         |                      |
| Gregorz Rosolinski   | 21-05-1972    | Polen         | Servisco             |
| Vladimir Smirnov     | 13-04-1978    | Litouwen      | Palmans-Ideal        |
| Ondřej Sosenka       | 09-12-1975    | Tsjechië      | PSK-Unit Expert      |
| Krzysztof Szafranski | 21-11-1972    | Polen         |                      |
| Cezary Zamana        | 14-11-1967    | Polen         |                      |

## Belangrijke overwinningen
| Szlakiem Grodòw Piastowskich 3e etappe: Ondřej Sosenka Lubelski Wyscig 3-Majowy Winnaar: Piotr Przydzial An Post Rás 1e etappe: David McCann Eindklassement: David McCann Baltyk-Karkonosze-Tour 7e etappe: Radoslaw Romanik Eindklassement: Piotr Przydzial GP Nobili Rubinetterie Winnaar: Vladimir Smirnov Nationale kampioenschappen wielrennen Tsjechië (Individuele tijdrit): Ondřej Sosenka Polen (Individuele tijdrit): Piotr Przydzial Polen: Radoslaw Romanik Ierland: David McCann | Koers van de Olympische Solidariteit 4e etappe deel B: Ondřej Sosenka Eindklassement: Ondřej Sosenka Ronde van Bohemen 1e etappe: Ondřej Sosenka 3e etappe: Ondřej Sosenka 4e etappe: Ondřej Sosenka Eindklassement: Ondřej Sosenka Małopolski Wyścig Górski 2e etappe: Piotr Przydzial 4e etappe: Piotr Przydzial Ronde van Polen 8e etappe: Ondřej Sosenka Eindklassement: Ondřej Sosenka Ronde van Hokkaido 1e etappe: David McCann 3e etappe: David McCann 5e etappe: David McCann Eindklassement: David McCann |

2000 · 2001 · 2002 · 2003 · 2004 · 2005 · 2006 · 2007 · 2008 · 2009 · 2010 · 2011 · 2012 · 2013 · 2014 · 2015 · 2016 · 2017 · 2018 · 2019 · 2020